# Aérodrome de Lachute
 (décembre 2024).
Si vous disposez d'ouvrages ou d'articles de référence ou si vous connaissez des sites web de qualité traitant du thème abordé ici, merci de compléter l'article en donnant les références utiles à sa vérifiabilité et en les liant à la section « Notes et références ».
L'aéroport de Lachute (TC LID : CSE4) est un aéroport d'aviation générale situé à  1 mile nautique au sud-ouest de Lachute et au nord-ouest de Montréal (Québec) Canada.
L'aéroport, classé comme aéroport d'entrée par Nav Canada, est par conséquent doté de personnel de l'Agence des services frontaliers du Canada (ASFC) qui ne gèrent que les aéronefs de l'aviation générale transportant 15 passagers au plus.